# John Barnard
John Edward Barnard RDI (Londra, 4 maggio 1946) è un progettista britannico.
Ha lavorato per varie scuderie importanti di Formula 1 tra le quali McLaren, Ferrari e Benetton. I migliori risultati li ha ottenuti con la prima squadra, con le vittorie di Niki Lauda nel mondiale 1984 e Alain Prost nei mondiali 1985 e 1986. A Maranello, le sue vetture non otterranno vittorie nei mondiali ma diverse vittorie in singoli GP come la vittoria di Nigel Mansell in Ungheria nel 1989, dopo che questi era partito dalla dodicesima piazza, o la vittoria al debutto, sempre ad opera del pilota inglese, della sua Ferrari con cambio semiautomatico, allora totalmente nuovo. Dal 2003 è stato attivo anche in MotoGP collaborando con il Team KR.

## Biografia
Barnard arriva in Formula 1, accasandosi alla Lola nel 1969, dove collabora a vari progetti nelle più diverse categorie. Nel 1972 passa alla McLaren, per collaborare con Gordon Coppuck al progetto M23 con cui due anni dopo Emerson Fittipaldi conquista il titolo mondiale, successivamente bissato da James Hunt nel 1976. Collabora anche alla M24 con cui Johnny Rutherford conquista la 500 miglia di Indianapolis.
Nel 1975 passa alla Parnelli, scuderia vincente in America e che vuole conquistare anche titoli in Europa con Mario Andretti. Progetta la VPJ4 che, anche a causa dell'abbandono della Firestone principale partner tecnico e commerciale, non raggiunge i successi sperati. Con l'abbandono della F1, Barnard segue la Parnelli in America e adatta la vettura alla Formula americana. L'esperienza di Formula 1 permette alla Parnelli di realizzare una versione turbocompressa del motore Cosworth, che darà il via al motore DFX che dominerà le scene americane sino a oltre la metà degli anni Ottanta.
Nel 1980 la Chaparral 2K da lui progettata conquista la 500 miglia di Indianapolis con Johnny Rutherford. I tempi sono maturi per un ritorno in Formula 1 dalla porta principale: viene richiamato in McLaren, da Ron Dennis. Il progetto MP4/1 è avveniristico: nasce la prima vettura con il telaio in fibra di carbonio. Nel 1981 conquista il successo nel GP di Gran Bretagna con John Watson. Nel 1982 Watson e Niki Lauda vincono due GP e Watson giunge secondo nel mondiale. La mancanza di un motore turbo impedisce nel 1983 di lottare per il titolo. I nuovi regolamenti, con l'abolizione delle vetture ad effetto suolo, spingono Barnard a realizzare una vettura con una veste aerodinamica innovativa con la forma delle fiancate che si stringono in modo marcato all'interno delle ruote posteriori. Soluzione che fu adottata contemporaneamente anche da Dave Wass sulla Arrows A6
Dopo un 1983 di transizione, nel 1984 la nuova McLaren MP4/2, evoluzione della precedente ma dotata del motore TAG-Porsche turbo, domina il mondiale per tre anni consecutivi dal 1984 al 1986. Nel 1987 viene poi chiamato dalla Ferrari a sostituire Harvey Postlethwaite. Inizialmente si occupa dello sviluppo della Ferrari F1/87 progettata da Gustav Brunner. In un mondiale dominato dalla Williams-Honda, giungono due vittorie a fine stagione. L'anno successivo, che sarà dominato dalla McLaren-Honda, Barnard si occupa di progettare la vettura che segnerà il ritorno della Ferrari ai motori con 12 cilindri.
La vettura rivoluzionaria, dotata di cambio semi-automatico, conquista tre vittorie nel mondiale 1989, ma la mancanza di affidabilità impedisce di lottare per il titolo. Barnard, mai veramente amato dalle maestranze di Maranello, lascia la Ferrari, che nel 1990, con la sua vettura appena evoluta sfiora il titolo con Alain Prost. Barnard passa alla Benetton, dove progetta la B190 e la B191, che permettono a Nelson Piquet e Alessandro Nannini di conquistare quattro vittorie.
Dopo che nel 1992 ha lavorato con la Toyota per un mancato esordio della casa giapponese in F1, nel 1993 ritorna alla Ferrari con l'incarico di direttore tecnico, in un periodo di crisi. Le sue vetture conquistano pochi successi anche a causa dei problemi creati dalla lontananza fisica dalla casa costruttrice e della sua struttura progettuale, divisa tra la Gran Bretagna (dove ha sede la Ferrari Design and Development (FDD)) e Maranello (cuore del cavallino). Nel 1996 l'ingaggio di Michael Schumacher e la riorganizzazione che ne consegue portano alla sua rimozione. La FDD viene venduta dalla Ferrari allo stesso Barnard che la rinomina "B3 Engineering".
Nonostante Barnard non collaborasse più con la scuderia Ferrari dal 1996 sue sono le vetture schierate sia nella stagione 1996 che, con poche modifiche nella stagione 1997, sfiorando il titolo in quest'ultima stagione. Barnard lascia però ad inizio del 1997 la Ferrari ed inizia la collaborazione con la Arrows: ad esclusione di un secondo posto in Ungheria, i risultati non arrivano. Dopo una collaborazione con la Prost Barnard lascia la Formula 1 dedicandosi al motociclismo, per poi cedere nel 2008 la B3 Engineering e ritirarsi definitivamente dall'attività.